# Microthoracius praelongiceps
Microthoracius praelongiceps – gatunek wszy należący do rodziny Microthoraciidae, pasożytujący na lamie (Lama glama) oraz wigoniu (Vicugna vicugna).  Powoduje chorobę wszawicę. 
Samiec długości 2,0 mm, samica 3,5 mm. Są silnie spłaszczone grzbietowo-brzusznie. Samica składa  jaja zwane gnidami, które są mocowane specjalnym "cementem" u nasady włosa. Rozwój osobniczy trwa po wykluciu się z jaja około 14 dni.
Pasożytuje na skórze owłosionej głównie na powłokach brzusznych, głowie, szyi i okolicach nasady ogona. W przypadku silnego opadnięcia może występować na całym ciele. Występuje na terenie Ameryki Południowej w Boliwii i Peru.